# مرز (ترانه مدونا)
«مرز» (به انگلیسی: Borderline) تک‌آهنگی از هنرمند اهل ایالات متحده آمریکا مدونا است که در ۱۵ فوریه ۱۹۸۴ منتشر شد. این تک‌آهنگ در آلبوم مدونا (آلبوم مدونا) قرار داشت.